# X Games Minneapolis 2020
X Games Minneapolis 2020 sería un evento multideportivo internacional organizado por X Games que estaban originalmente programados para el 17 al 19 de julio, en Mineápolis, Estados Unidos.
El 24 de abril de 2020, ESPN organizador del evento anunció que debido a las preocupaciones por la Pandemia de COVID-19, los X Games Minneapolis 2020 serían cancelados.

## Evento
Es la primera vez en 25 años de eventos que se cancela un X Games de verano, y la noticia llegó solo tres meses después de que ESPN pospusiera lo que habría sido su primer evento en China, X Games Chongli 2020, también debido a preocupaciones sobre el nuevo coronavirus.
Los X Games 2020 fueron los últimos bajo el contrato de ESPN con Minneapolis, donde se lleva a cabo el evento desde 2017, y no hay planes actuales para renovarlo. En ese tiempo, sin embargo, los X Games han dejado una huella indeleble en la ciudad, tanto económica como culturalmente.
En cada uno de los últimos tres años, los X Games y su programación asociada, que incluyó conciertos en The Armory, exhibiciones con artistas locales y activaciones de marca fuera del U.S. Bank Stadium, generaron alrededor de $50 millones al año en impacto económico total, según el ejecutivo de Sports Minneapolis, director Melvin Tennant.
El impacto local de los X Games va mucho más allá de los 119.000 aficionados (cifra de 2018) que vieron los eventos en el US Bank Stadium. ESPN y X Games diseñaron un parque de patinaje heredado, Central Skatepark, que sigue siendo un elemento permanente en Central Gym Park. En X Games Minneapolis 2018, el segundo año en que la ciudad fue anfitriona de los X Games, los comisionados de la Junta de Parques y Recreación de Minneapolis (MPRB) aprobaron el Plan de actividades del parque de patinaje de Minneapolis, una hoja de ruta de 20 años para aumentar la cantidad de parques de patinaje en Minneapolis y fomentar el patinaje entre las generaciones futuras. Otro nuevo parque bajo la iniciativa, el parque de patinaje JXTA, abrió en junio de 2019.

### Disciplinas canceladas
La cancelación elimina otro evento más para los atletas de Skateboard, BMX y Moto X del calendario de deportes extremos. El skateboarding de estilo libre y el BMX estaban listos para hacer su debut en los Juegos Olímpicos de Verano de 2020 en Tokio, pospuestos para 2021. Además, los campeonatos mundiales y otros elementos básicos de verano como Dew Tour y Vans BMX Pro Cup se pospusieron o cancelaron.
Sin embargo, ESPN tuvo planes para exhibir y celebrar a los atletas de deportes extremos. Su Real Series, ahora en su undécimo año, ya es una especie de competencia virtual, destacando a los atletas de esquí, snowboard, skateboard, BMX y Moto X en partes de video adaptadas a su propio estilo. Hubo un componente de votación de los fanáticos, y los jueces de los X Games otorgan medallas de oro, plata y bronce de los X Games a los primeros lugares.